# جی. پی. سیپی
جی. پی. سیپی (انگلیسی: G. P. Sippy; ۱۴ سپتامبر ۱۹۱۴ – ۲۵ دسامبر ۲۰۰۷) تهیه‌کننده، کارگردان اهل هند بود.
وی همچنین برندهٔ جوایزی همچون جایزه فیلم‌فیر شده‌است.

## فیلم‌شناسی

### تهیه‌کننده
- همیشه (۱۹۹۷)
- دنیای دیوانه (۱۹۹۵)
- آتش: احساس آتش (۱۹۹۴)
- راجو ثروتمند می‌شود (۱۹۹۲)
- گل سنگ (۱۹۹۱)
- عظمت (۱۹۸۰)
- شعله (۱۹۷۵)
- سیتا و گیتا (۱۹۷۲)
- ساعت ۱۲ (۱۹۵۸)